# 白海城區

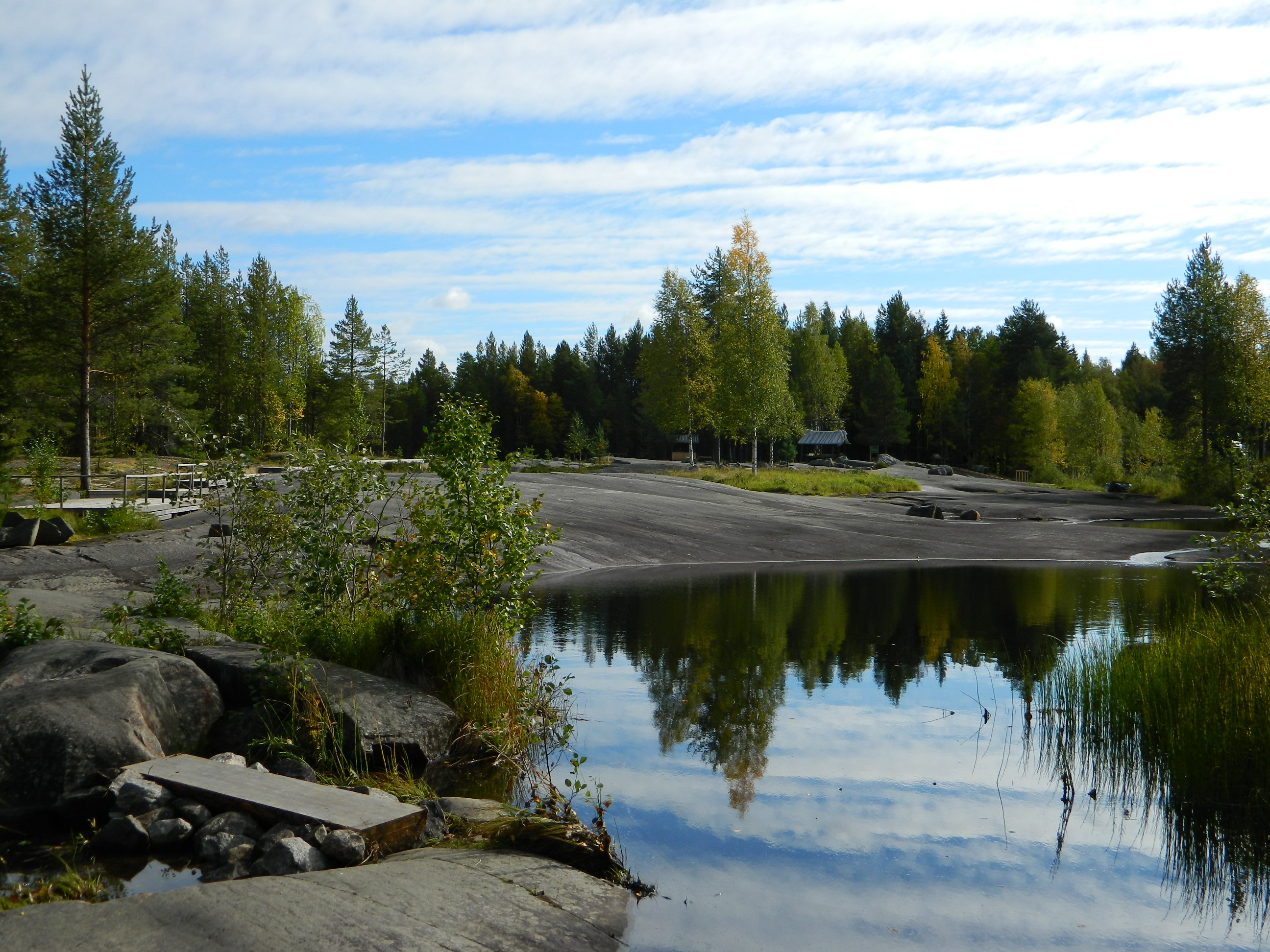

64°31′N 34°46′E / 64.517°N 34.767°E
白海城區（俄语：Беломорский район），是俄羅斯的一個區，位於該國西北部，由卡累利阿共和國負責管轄，面積13,000平方公里，2010年人口19,118，人口密度每平方公里1.47人。